# Parascotia flava
Parascotia flava är en fjärilsart som beskrevs av Horm. Parascotia flava ingår i släktet Parascotia och familjen nattflyn. Inga underarter finns listade i Catalogue of Life.